# Chilumena baehrorum
Espèce
Chilumena baehrorum est une espèce d'araignées aranéomorphes de la famille des Zodariidae.

## Distribution
Cette espèce est endémique du Territoire du Nord en Australie. Elle se rencontre vers Hollow Creek.

## Description
La femelle holotype mesure 6,90 mm.

## Étymologie
Cette espèce est nommée en l'honneur de Barbara et Martin Baehr.

## Publication originale
- Jocqué, 1995 : Notes on Australian Zodariidae (Araneae), I. New taxa and key to the genera. Records of the Australian Museum, vol. 47, p. 117-140 (texte intégral).